# 真凛
真凛（まりん、1991年1月9日 - ）は日本のタレント、女優、リポーター。旧芸名、西谷まりん。
京都府出身。ホリプロ所属。

## 略歴
2007年、第32回ホリプロタレントスカウトキャラバンファイナリスト。
2008年、ホリプロ大阪支社に所属。HOP CLUBの一員としてデビュー。
2009年4月、活動拠点を東京に移す。
2009年12月31日、自身のブログにて「真凛」への改名、HOP CLUBからの卒業を発表。
2010年1月、ホリプロ本社への転籍、演劇ユニットGirl〈s〉ACTRYへ加入。
2010年夏より、ニコニコ動画の「ホリプロちゃんねる」で冠番組「真凛のマリンパーク」を開始。
2011年7月、2011年ミス納豆に清宮佑美とともに選出され、2012年も継続。なお、2011年の納豆大使は水木一郎。
2013年4月、スポーツ応援アイドルユニット「モブキャストガール」のメンバーに選出される。他のメンバーは足立梨花、入来茉里、山根千佳、折原あやの。同年9月30日をもって脱退。

## 人物
- 趣味は寝ること、移動中の読書（東野圭吾シリーズを愛読）、古畑任三郎のトリックを見破ること。
- 特技は口笛、180度開脚。口笛ダンス
- 2016年6月に自動車免許を取得。
- 目標とする俳優は岡田義徳と優香。「志村屋です。」にて優香とは共演を果たしている。
- 4人兄弟の末っ子で、兄が2人、姉が1人いる[6]。
- 兄の影響でSOUL'd OUTのファンである。メンバーのshinnosukeとは親交がある[7]。
- 2009年2月12日の自身のブログにて、中島美嘉はビジュアル、スタイル、笑顔、声、全てにおいて理想の女性だと言っている。
- 2009年4月より上京。都内に住んでいた兄の家で一緒に暮らしている。
- ポンキッキのムックが大好きである。パジャマやぬいぐるみ等を所有しており、ブログ内では、ムックとディズニーキャラクターダッフィーとで漫談を行ったりしていた。
- 2009年12月31日、自身のブログにて「真凛」への改名、HOP CLUBからの卒業、拠点を東京へ移し舞台中心の活動を行うこと、ブログの引っ越しを報告した。既に上京しており、HOPとしての活動に制約があったが、そのねじれは解消された。なお、撮影時期の関係で、2010年に発売されたDVD「イケイケ GO! GO! HOP CLUB」には出演している。

## 出演

### テレビ
- おしゃべりHOPCLUB（2008年3月-2009年12月、関西テレビ）
- 志村屋です。（2009年7月9日、7月16日、8月6日、フジテレビ）- だんごのしむら屋で檜木萌、宮崎美穂と客役、貞包みゆき、花秋奈津とキャバ嬢役で出演
- チュー'sDAYコミックス 侍チュート!（2009年11月17日、毎日放送）- 狙いすぎバスターズでゲスト出演
- G.A.T.～ガールズアクトリータイム～（2010年6月7日 - 7月5日、TOKYO MX）
- G・A days（2010年7月12日 - 9月27日、TOKYO MX）
- ケータイ時代を生き抜くために「“なりすましプロフ”の恐怖」（2010年8月2日、(再)8月13日、NHK教育テレビ）- 山本香奈 役
- TokYo Boy（2010年8月22日、8月29日、TOKYO MX） - 田代さやか、花秋奈津と『ガールズキャンプ奥多摩へGO！』の前編・後編に出演
- 2050年テレビ（2011年5月6日 - 9月30日、テレビ東京）- レギュラー
- 眠れぬ街のアプリンス（2011年5月26日 - 9月29日、日本テレビ）- レギュラー
- テレビスポーツ教室（2013年 - 2017年3月、NHK Eテレ）- 進行 役

### テレビドラマ
- 大河ドラマ （NHK）
  - おんな城主 直虎（2017年1月8日 - 12月17日） - 桜（新野左馬助の三女） 役
  - 光る君へ（2024年1月7日 - ） - 婉子女王（藤原実資の後妻） 役
- 赤ひげ（NHK BSプレミアム） - お雪 役
  - 赤ひげ（2017年11月3日 - 12月22日）
  - 赤ひげ2（2019年11月1日 - 12月20日）
  - 赤ひげ3（2020年10月23日 - 12月4日）
  - 赤ひげ4（2022年11月4日 - 12月23日）
- 家族八景 Nanase,Telepathy Girl's Ballad 第6話（2012年2月23日、毎日放送） - 落合美佐 役
- 三匹のおっさん〜正義の味方、見参!!〜 第4話（2014年2月14日、テレビ東京） - 女子高生 役
- ヒガンバナ〜女たちの犯罪ファイル（2014年10月24日、日本テレビ） - 関口加奈子 役
- 伝説の監察医 オニグマの事件簿2（2015年6月1日、TBS） - 横山愛華 役
- デスノート（2015年7月5日 - 9月13日、日本テレビ） - 工藤芹夏（イチゴBERRY） 役
- 銭形警部 漆黒の犯罪ファイル 第1話、第2話（2017年2月19日・26日、WOWOW） - 中村紀子 役
- 重要参考人探偵 第3話（2017年11月3日、テレビ朝日） - 野中緑 役
- 噂の女 第5話・第6話（2018年、BSジャパン/テレビ東京） - 武田綾乃 役
- いつまでも白い羽根（2018年4月7日 - 5月26日、東海テレビ） - 横井ちえ 役
- 義母と娘のブルース（2018年7月10日 - 9月18日、TBS） - 猪本寧々 役
  - 義母と娘のブルースFINAL 2024年謹賀新年スペシャル（2024年1月2日）[8]
- 結婚相手は抽選で 第4話（2018年10月27日、フジテレビ） - 龍彦の見合い相手 役[9]
- 初めて恋をした日に読む話（2019年1月15日 - 3月19日、TBS） - もんちゃん 役
- 我が家のヒミツ 第1話（2019年3月3日、NHK BSプレミアム） - 磯野有希 役
- きのう何食べた?（2019年4月6日 - 6月29日、テレビ東京） - 富永ミチル 役
  - きのう何食べた? season2（2023年10月7日 - 12月23日）[10]
- やすらぎの刻〜道 第29話 - （2019年5月16日 - 、テレビ朝日） - ヨシコ 役
- 日曜プライム おかしな刑事23（2020年7月19日、テレビ朝日） - 河村結衣 役
- 35歳の少女 第2話、最終話（2020年10月17日、12月12日、日本テレビ） - 由紀 役
- 竹内涼真の撮休 最終話（2020年12月26日、WOWOW） - 香織 役
- 相棒 Season19 第11話（2021年1月1日、テレビ朝日） - 川北静香 役
- イチケイのカラス 第8話（2021年5月24日、フジテレビ）- 潮川恵子 役[11]
- スナック キズツキ 第5話（2021年11月5日、テレビ東京） - 冨田さんの妹・美咲 役
- 岸辺露伴は動かない 第4話「ザ・ラン」（2021年12月27日、NHK総合） - 早村ミカ 役[12]
- だから殺せなかった 第2話（2022年1月16日、WOWOW）
- VIVANT 第1話 - 第2話（2023年7月16日 - 23日、TBS） -  イリア・サイハン 役[13][14]

### CM
- メントス「忘れる」編（2010年）[15]
- 月刊コミックゼノン（2013年4月 - 2014年3月）かぶきちゃん役
- mobcast（2013年4月 - 9月）
- Honda Cars近畿（2013年11月 - 2014年1月）
- 結婚式場ベルクラシック「プロポーズしよ・友達の結婚」篇（2015年5月 -）

### ラジオ
- アメリカ村アイドル（2008年12月19日、アメリカ村TV　Kiss-FM KOBE）[16]
- DJ Tomoaki's Radio Show!（2010年3月25日、下北FM）-巴奎依、三田寺理紗とGirl〈s〉ACTRY選抜メンバーとしてゲスト出演。

### 舞台
2008年
- ダンスオペラVol.5 「Dark Angels〜名前も知らない子供達〜」（10月13日、イオン化粧品 シアターBRAVA!）西谷まりん 役

2009年
- The Four Seasons Play in SOGO Vol.1 「ワンハンドレッドライフ」（3月14日 - 15日、心斎橋そごう劇場）美咲 役
- 東京ダンスオペラ2009 「Dark Angels〜名前も知らない子供達〜」（8月29 - 30日、江東区文化センターホール）西谷まりん 役
- amiPro×KENプロデュース 「海冥の城〜白の姫君〜」（12月25日 - 27日、北沢タウンホール）モロ役

2010年
- HYBRID PROJECT　「独りの国のアリス」（2月26日 - 28日、新宿シアターブラッツ）アリス 役
- Girl＜s＞ACTRY 第一回公演「SCHOOL DAYS」（3月30日、笹塚ファクトリー）
  - 「地球滅亡の日」真凛 役
  - 「デス・ペーパーズ」真凛 役
- 劇団CORNFLAKES 第七回公演 「青面獣楊志」（6月23日 - 6月27日、新宿SPACE107）東花役[注 1]
- Girl＜s＞ACTRY 第二回公演「SUMMER DAYS」（7月17日、新宿シアターモリエール）
  - 「GAパイレーツ」真凛 役
  - 「ドリョクノチカラ」真凛 役
- 「恋ばば十四歳!」（8月4日 - 8日、シアターグリーン BIG TREE THEATER）倉石萌 役
- office inveider produce 「ヘルプマン!」（9月15日 - 20日、吉祥寺シアター）岡田千夏 役
- "STRAYDOG" Presents #20「ぼくんち」（9月28日 - 10月3日、テアトルBONBON）
- 企画演劇集団ボクラ団義 vol.7「嘘つきたちの唄」（2010年12月1日 - 6日、d-倉庫）

2011年
- D'TOT 2nd act「LAST SMILE」（2月2日 - 7日、中目黒キンケロシアター）
- 企画演劇集団ボクラ団義 vol.8「ゴーストライターズ」（東京公演4月13日 - 17日、シアターグリーン BOX in BOX、大阪公演2011年4月30日・5月1日、インディペンデントシアター）
- ザ・デッド・エンド（2011年6月22日 - 26日、新宿シアターモリエール）
- TUFF STUFF Presents〜季節はずれの桜前線〜櫻の園（7月13日 - 18日、相鉄本多劇場）
- Girl＜s＞ACTRY 第3回公演「SELECT DAYS」（8月20日・21日、シアターD）A公演、S公演のみ
- 企画演劇集団ボクラ団義 vol.9「オーバースマイル」（東京公演8月31日 - 9月4日、シアターグリーン Box in Box、大阪公演2011年9月16日 - 18日、in→dependent theatre 2nd)竹原弥生役
- アリスインプロジェクト×企画演劇集団ボクラ団義「ハイスクール ミレニアム」（12月13日 - 18日、池袋シアターKASSAI）高世真琴 役

2012年
- 企画演劇集団ボクラ団義 vol.10「鏡に映らない女 記憶に残らない男」（2月15日 - 20日、新宿スペース107）
- 企画演劇集団ボクラ団義 番外公演「ハンズアップ」（5月23日 - 6月3日、池袋シアターKASSAI）
- 和興芸能30周年記念公演「ENDLESS HILLS」（6月29日 - 7月1日、築地ブディストホール）
- Girl＜s＞ACTRY 第4回公演「Secret Days」（8月29日、Mt.RAINIER HALL）
- 企画演劇集団ボクラ団義 vol.11「忍ぶ阿呆に 死ぬ阿呆」（東京公演11月7日 - 12日、新宿スペース107、大阪公演12月7日 - 9日、大阪市立芸術創造館）

2013年
- 企画演劇集団ボクラ団義 -Play Again-vol.2「嘘ツキタチノ唄」（1月18日 - 27日、池袋シアターグリーン）
- 企画演劇集団ボクラ団義 番外公演「遠慮がちな殺人鬼」（4月3日 - 8日、池袋シアターKASSAI）
- 企画演劇集団ボクラ団義 -Play Again-vol.3「OVER SMILE」（9月26日 - 30日、池袋シアターグリーン BIG TREE THEATER）
- Girl＜s＞ACTRY 第5回公演「Singing Days」（10月19日、STUDIO Dee）
- 企画演劇集団ボクラ団義 vol.13「虹色の涙 鋼色の月」（東京公演12月4日 - 8日、新宿スペース107、大阪公演12月13日 - 15日、大阪市立芸術創造館）

2015年
- 企画演劇集団ボクラ団義 -Play Again-vol.5「忍ブ阿呆ニ 死ヌ阿呆」お市の方役（3月11日 - 22日、池袋シアターグリーン BIG TREE THEATER）
- 舞台 増田こうすけ劇場 ギャグマンガ日和（9月16日 - 21日、博品館劇場）- うさみ 役
- TAIYO MAGIC FILM 「ぼくのタネ」（11月18日 - 11月25日、恵比寿エコー劇場）
- 劇団居酒屋ベースボール 3ヶ月ロングラン公演「えのもとぐりむ作品集」
  - 第6部「フクロウガスム」（12月9日 - 20日、下北沢GEKI地下リバティ）

2016年
- 劇団居酒屋ベースボール 3ヶ月ロングラン公演「えのもとぐりむ作品集」
  - 第9部「えのもとぐりむのやわらかいパン」（1月12日 - 17日、下北沢GEKI地下リバティ）
- 舞台 増田こうすけ劇場 ギャグマンガ日和 デラックス風味(4月6日 - 10日、AiiA 2.5 Theater Tokyo) - うさみ 役
- TAIYO MAGIC FILM 「センチュリープラント2016」(5月27日 - 6月5日、下北沢駅前劇場) - 陽高智枝 役
- 朗読劇「解夏」（10月27日・28日、六行会ホール）共演白又敦

2017年
- 東京2/3（5月10日 - 14日、池袋サンシャイン劇場）作・主演内村光良

2019年
- 安達健太郎と役者がコントするLIVE（8月27日、ルミネtheよしもと）

2020年
- 〇〇な人の末路〜僕たちが選んだ××な選択〜（2月9日 - 3月15日、グローブ座）作・演出西条みつとし

2023年
- 明治座創業150周年記念 舞台「赤ひげ」（10月28日 - 11月12日、明治座 / 12月14日 - 16日、新歌舞伎座）[17]

### 映画
- アバター（2011年4月30日公開）
- ソウル・フラワー・トレイン（2012年公開、監督：西尾孔志）[注 2]
- デッド寿司（2013年1月19日公開、監督：井口昇）
- 冴え冴えてなほ滑稽な月（2013年9月7日公開、監督：島田角栄）
- 劇場版 東京伝説 恐怖の人間地獄（2014年6月7日公開、監督：千葉誠治） - 奈美 役
- イン・ザ・ヒーロー（2014年9月6日公開、監督：武正晴） - ヒナ 役
- 追想ジャーニー（2022年11月11日公開、監督：谷健二） - 美奈子 役[18]
- ゼンブ・オブ・トーキョー（2024年10月25日公開、監督：熊切和嘉） - カフェの店員 役[19]

### 映像作品
- はらぺこヤマガミくん（2011年秋WEB公開）ドレイちゃん1号 役

### CD
- 夢見る青春/HOP CLUB（Dream Heart、2009年）
- キラキラ♡魔女っ娘♡cluv（オムニバスアルバム、P-Vine、2010年）[注 3]
  - テレポーテーション-恋の未確認-（エスパー魔美 OP） 真凛×真保☆タイディスコ
  - 花の子ルンルン（花の子ルンルン OP） 真凛×PAOLO SCOTTI

### DVD
- いけいけ!GO!GO!HOPCLUB/HOP CLUB（イーネットフロンティア、2010年）
- 伊集院光のばらえてぃー ノンアルコールドミノ毒入りの巻（ポニーキャニオン、2012年）

### 雑誌
- スコラマガジン（辰巳出版 2009年3月25日、2010年3月25日）No.531で金城真央、泉川朱里、久保陽香、南梨央とホワイトビキニーズとして掲載[注 4]。No.543でHOPCLUBの一員として掲載。
- memew（近代映画社 2009年8月27日）
- 月刊デ・ビュー（オリコン・エンタテインメント 2009年12月28日、2010年7月1日）

### Web
- CCNコンクリ 涙目アイドル[20]
- 真凛のマリンパーク[21]（2010年8月1日 - 、ニコニコ動画）
- 天使のカタリレロLEVEL-3（2011年5月19日、ニコニコ動画）- 司会

### その他
- スコラお花見アイドル祭(2009年4月11日、ビジョンセンター秋葉原)
- アイドルたちのぶっちゃけトークライブ『天使のカタリレロLEVEL-1』(2009年9月21日、新宿ロフトプラスワン)
- アイドルたちのぶっちゃけトークライブ『天使のカタリレロLEVEL-2』(2010年7月16日、新宿シアターモリエール)
- 電脳サブカルマガジンOG Vol.44 「姫・変革号」スペシャルインタビュー[22]
- 第4回トート・アズ・キャンバス・チャリティー「Selfless love」